# راي نيل
راي نيل (بالإنجليزية: Ray Neal)‏ هو لاعب كرة قدم أمريكية أمريكي، ولد في 1 نوفمبر 1897 في ميلوت في الولايات المتحدة، وتوفي في 25 نوفمبر 1977.